# Private first class
Dans l'armée de terre des États-Unis, private first class est le troisième grade le plus bas (E-3), juste au-dessus de private et en dessous de caporal ou Specialist in the Army. Chez les marines c'est le deuxième plus bas (E-2), juste en dessous de lance corporal et juste au-dessus de private.
Le passage à private first class est automatique après un minimum de douze mois en service et quatre mois comme private, mais peut être raccourci à six mois. La plupart des nouvelles recrues commencent leur carrière militaire en tant que private first class.